# Kalākaua
Kalākaua (Nascido David Kalākaua; Honolulu, 16 de novembro de 1836 - São Francisco, 20 de janeiro de 1891) foi o penúltimo rei do Havaí entre 12 de fevereiro de 1874 e 20 de janeiro de 1891. Era denominado como "Monarca Alegre" e é lembrado pelo Tratado de Reciprocidade, assinado com os Estados Unidos em 1875. Também é conhecido pela concessão da região de Pearl Harbor para o governo americano e pela assinatura da Constituição da Baioneta, em 1887.  

## Primeiros anos

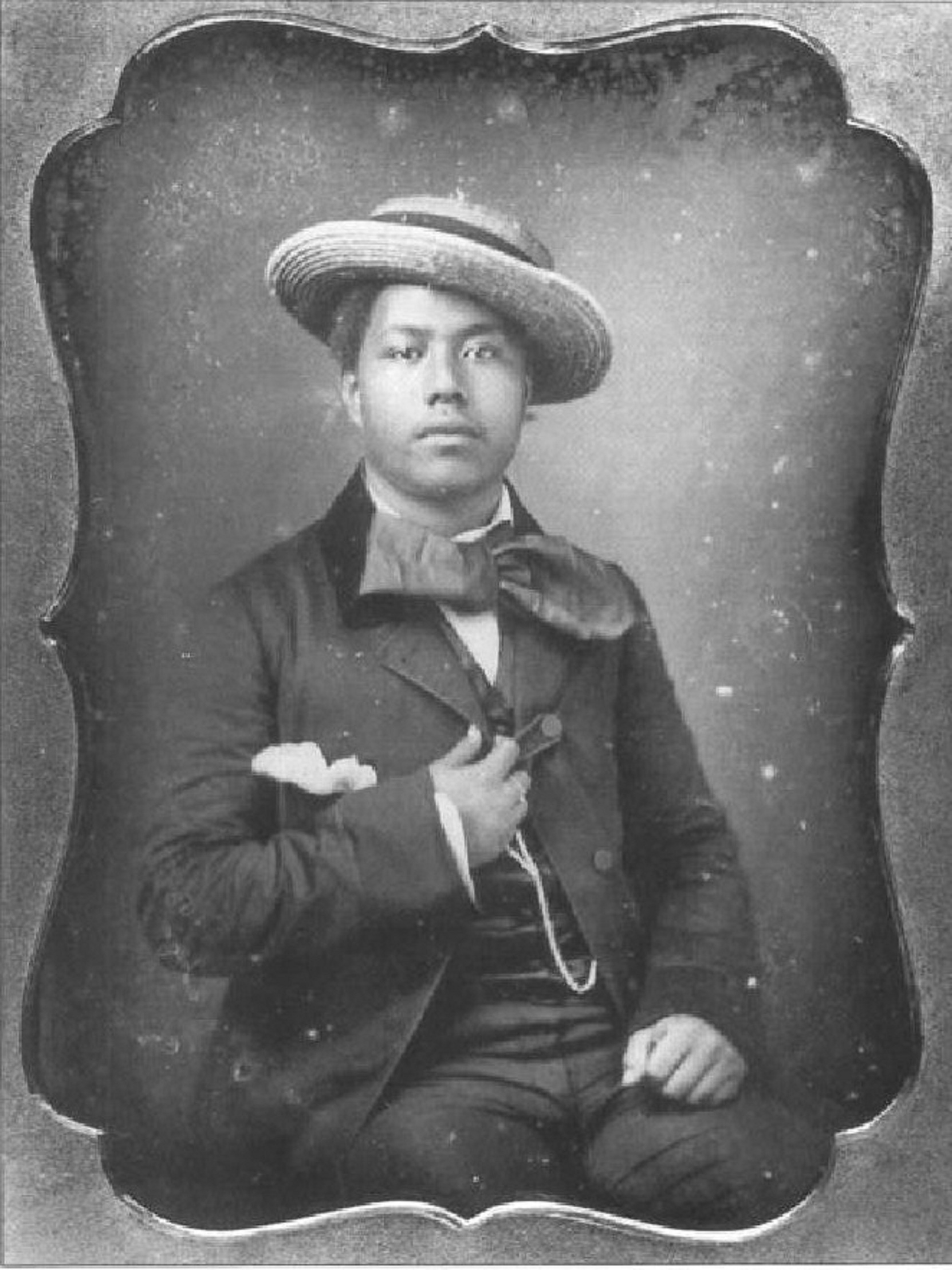
Kalākaua aos quatorze anos de idade.

David Kalākaua nasceu na madrugada de 16 de novembro de 1836 em Honolulu, Oahu. Foi o terceiro filho do chefe Kapaʻakea e Keohokālole. Sua família era parente da família real Kamehameha, por isso pertenciam a alta nobreza havaiana. Sua família era descendente dos conselheiros de Estado, Keawe-a-Heulu e Kame'eiamoku, dois grandes apoiadores de Kamehameha I durante o período de conquista das ilhas.  Seu nome significava "Dia de Batalha" devido ao seu nascimento coincidir com um tratado desigual imposto pelo capitão britânico, Lord Edward Russel, ao rei Kamehameha III. 
Em seus primeiros anos, ele e seus irmãos passaram pelas mãos de várias famílias, isso devido a pratica havaiana de Hanai. Antes de seu nascimento estava prometido que Kalakaua seria entregue á Kuinu Liliha, governadora de Oahu. Entretanto seus pais optaram por entregar-lhe para Elizabeth Kīnaʻu, rainha regente (Kuhina Nui) do Havaí. A mesma não gostava de Liliha, por isso decretou que seus pais o entregassem para o casal Haʻaheo e seu marido Keaweamahi Kinimaka. Ha'aheo faleceu em 1843, deixando sua fortuna para Kalakaua, ainda sob a turela de Keaweamahi, que o levou para morar em Lahaina. Lá, ele se casaria com uma princesa taitiana e formaria sua própria família, mas ainda sim considerando Kalakaua seu filho. 
Aos quatro anos, Kalākaua retornou a Oʻahu para começar sua educação na Escola Infantil dos Chefes (mais tarde renomeada como Escola Real). Ele e seus colegas de classe foram formalmente proclamados por Kamehameha III como elegíveis para o trono do Reino do Havaí.  Seus colegas de classe incluíam seus irmãos James Kaliokalani e Lydia Kamakaʻeha e seus treze primos reais, incluindo os futuros reis Kamehameha IV, Kamehameha V e Lunalilo. Eles foram ensinados pelos missionários americanos Amos Starr Cooke e sua esposa, Juliette Montague Cooke. Na escola, Kalākaua tornou-se fluente em inglês e na língua havaiana e era conhecido por sua diversão e humor, e não por suas proezas acadêmicas. O menino obstinado defendeu seu irmão mais velho, menos robusto, Kaliokalani, dos meninos mais velhos da escola.

## Carreira Política

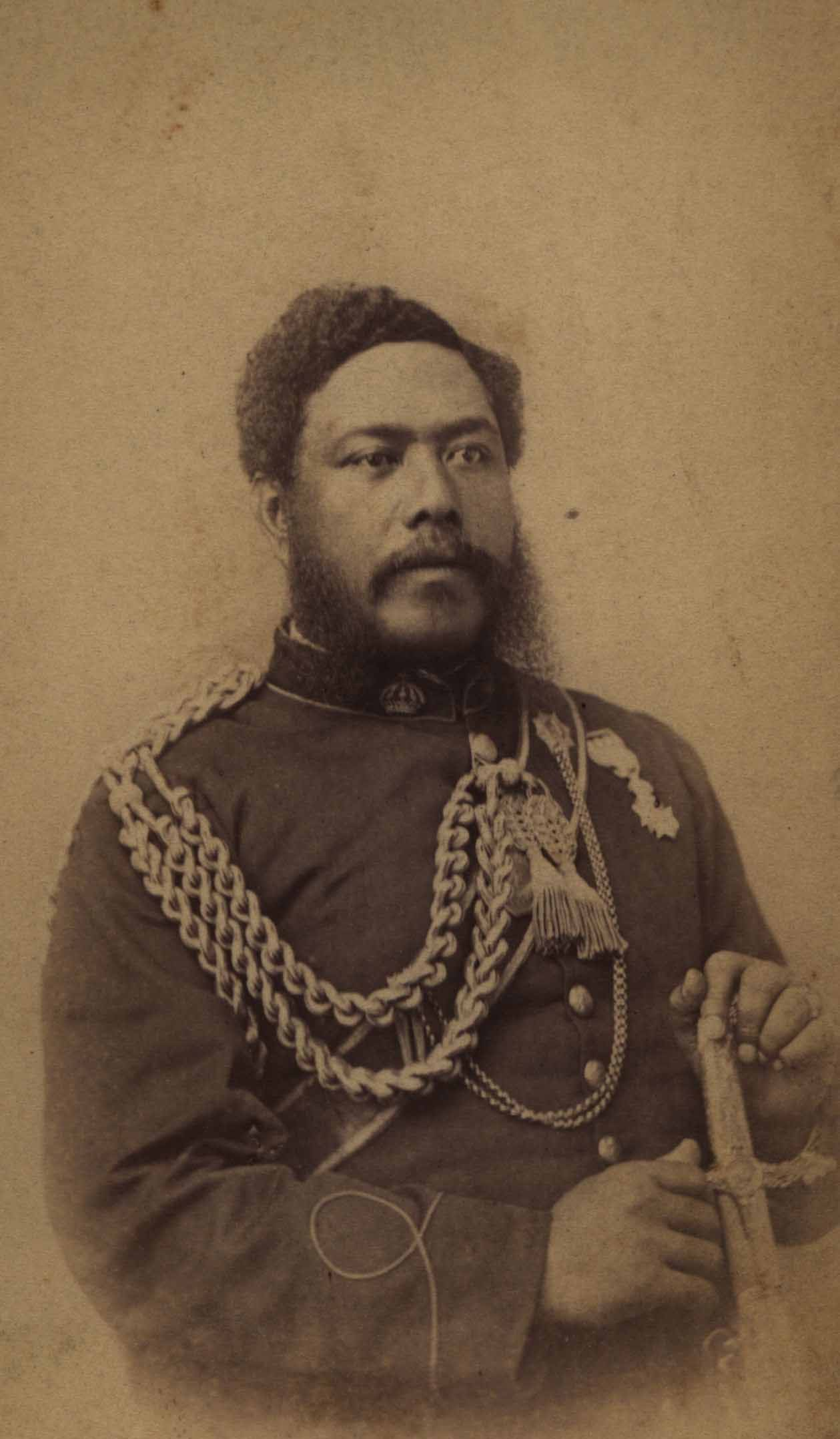
Kalākaua em 1860.

As várias posições militares, governamentais e judiciais de Kalākaua impediram-no de concluir totalmente seu treinamento jurídico. Ele recebeu seu primeiro treinamento militar sob o comando do oficial prussiano Major Francis Funk , que inspirou admiração pelo sistema militar prussiano.  Em 1852, o príncipe Alexander Liholiho, que mais tarde reinaria como Kamehameha IV, nomeou Kalakaua como um de seus ajudantes de campo em seu estado-maior militar. No ano seguinte, ele comissionou Kalākaua como capitão brevet na infantaria.  No exército, Kalākaua serviu como primeiro-tenente na milícia de seu pai Kapa'akea de 240 homens e mais tarde trabalhou como secretário militar do major John William Elliott Maikai, o ajudante-geral do exército. Ele foi promovido a major e designado para a equipe pessoal de Kamehameha IV quando o rei subiu ao trono em 1855. Ele foi promovido ao posto de coronel em 1858. 
Ele se tornou um associado pessoal e amigo do Príncipe Lot, o futuro Kamehameha V, que incutiu sua missão de "Havaí para os Havaianos" no jovem Kalākaua.  No outono de 1860, quando era secretário-chefe do Departamento do Interior do reino, Kalākaua acompanhou o príncipe Lot, o alto-chefe Levi Ha'alelea e o cônsul do Havaí para o Peru, Josiah C. Spalding , em uma viagem de dois meses pelos britânicos de Columbia e Califórnia.  Eles partiram de Honolulu a bordo do iate Emma Rooke , em 29 de agosto, chegando em 18 de setembro em Vitória, Columbia Britânica, onde foram recebidos pelos dignitários locais da cidade. Na Califórnia, o grupo visitou São Francisco, Sacramento, Folsom e outras áreas locais onde foram recebidos com honra. 
Em 1856, Kalākaua foi nomeado membro do Conselho de Estado Privado por Kamehameha IV. Ele também foi nomeado para a Casa dos Nobres, o órgão superior da Legislatura do Reino do Havaí em 1858, servindo lá até 1873.  Ele serviu como 3º escrivão-chefe do Departamento do Interior em 1859 sob O príncipe Lot foi Ministro do Interior antes de se tornar rei em 1863. Ele ocupou este cargo até 1863.  Em 30 de junho de 1863, Kalākaua foi nomeado Postmaster Geral e serviu até sua renúncia em 18 de março de 1865. Em 1865, ele foi nomeado Chamberlain do rei e serviu até 1869, quando renunciou para terminar seus estudos de direito. Em 1870, ele foi admitido no bar havaiano e contratado como escrivão no Land Office, cargo que ocupou até chegar ao trono.  Ele foi condecorado como Cavaleiro Companheiro da Ordem Real de Kamehameha I em 1867. 

O escritor americano Mark Twain, que trabalhava como repórter viajante para o Sacramento Daily Union , visitou o Havaí em 1866 durante o reinado de Kamehameha V. Ele conheceu o jovem Kalākaua e outros membros da legislatura e observou:
Exmo. David Kalakaua, que atualmente ocupa o cargo de camareiro do rei, é um homem de excelente presença, um cavalheiro educado e um homem de boas habilidades. Ele está se aproximando dos quarenta, devo julgar - tem trinta e cinco, pelo menos. Ele é conservador, político e calculista, faz pouca exibição e não fala muito no Legislativo. Ele é um homem quieto, digno e sensato, e não desacreditaria o cargo real. O rei tem poder para nomear seu sucessor. Se ele fizer isso, sua escolha provavelmente recairá sobre Kalakaua. 

## Casamento
Kalākaua foi brevemente noiva da princesa Victoria Kamāmalu, a irmã mais nova de Kamehameha IV e Kamehameha V. No entanto, o casamento foi encerrado quando a princesa decidiu renovar seu noivado com seu primo Lunalilo. Kalākaua mais tarde se apaixonaria por Kapiʻolani , a jovem viúva de Bennett Nāmākēhā , tio da esposa de Kamehameha IV, a rainha Emma . Descendente do rei Kaumualiʻi de Kauai , Kapiʻolani era a dama de companhia da rainha Emma e enfermeira e zeladora do príncipe Albert Edward Kamehameha  Eles se casaram em 19 de dezembro de 1863, em uma cerimônia silenciosa conduzida por um ministro da Igreja Anglicana na Igreja do Havaí . O momento do casamento foi fortemente criticado, uma vez que ocorreu durante o período oficial de luto pelo rei Kamehameha IV. O casamento permaneceu sem filhos. 

## Eleição de 1874
Após a morte de Kamehameha V, que faleceu sem deixar herdeiros, o parlamento deveria eleger um novo monarca de acordo com a Constituição de 1864. A eleição de 1873 foi ganha por Lunalilo, que derrotou Kalakaua. Apesar disso, o apoio e popularidade de Kalakaua continuou e ele fez vários trabalhos no governo durante o reinado de Lunalilo, como coronel do exercito havaiano. Após a morte deste último, o trono ficou vago mais uma vez e outra eleição foi feita em 1874. 
A questão da sucessão era uma grande preocupação, especialmente porque Lunalilo não era casado e não tinha filhos na época. A rainha viúva Emma, viúva de Kamehameha IV, foi considerada a escolha favorita de Lunalilo como sua herdeira presunçosa.  Por outro lado, Kalākaua e seus companheiros políticos fizeram campanha ativamente para que ele fosse nomeado sucessor em caso de morte do rei.  Entre os outros candidatos considerados viáveis como sucessor de Lunalilo estava o já mencionado bispo Bernice Pauahi. Ela tinha fortes laços com os Estados Unidos por meio de seu casamento com o rico empresário americano Charles Reed Bishop, que também serviu como um dos ministros do gabinete de Lunalilo. Quando Lunalilo adoeceu vários meses após sua eleição,Os havaianos nativos aconselharam-no a nomear um sucessor para evitar outra eleição. No entanto, ele pode ter sentido pessoalmente sobre Emma, ele nunca o colocou por escrito. Ele não agiu sobre a questão de um sucessor e morreu em 3 de fevereiro de 1874, dando início a uma amarga eleição. Embora Lunalilo não se considerasse um Kamehameha, sua eleição deu continuidade à linha Kamehameha até certo ponto  tornando-o o último dos monarcas da dinastia Kamehameha. 
Pauahi optou por não correr. A plataforma política de Kalākaua era que ele reinaria estritamente de acordo com a constituição do reino. Emma fez campanha com a garantia de que Lunalilo havia dito pessoalmente que queria que ela o sucedesse. Vários indivíduos que alegaram ter conhecimento de primeira mão dos desejos de Lunalilo a apoiaram publicamente. Com o conselho privado de Lunalilo emitindo uma negação pública dessa afirmação, o reino ficou dividido sobre o assunto.  O comissário britânico James Hay Wodehouse colocou as forças britânicas e americanas ancoradas em Honolulu em alerta para possível violência. 
A eleição foi realizada em 12 de fevereiro, e Kalākaua foi eleito pela Assembleia Legislativa por uma margem de trinta e nove a seis. Sua eleição provocou um motim no Tribunal de Honolulu, onde partidários da Rainha Emma visavam os legisladores que apoiavam Kalākaua; treze legisladores ficaram feridos. O reino estava sem exército desde o motim do ano anterior e muitos policiais enviados para conter o motim juntaram-se à multidão ou não fizeram nada. Incapazes de controlar a multidão, os ex-ministros de Kalākaua e Lunalilo tiveram que solicitar a ajuda das forças militares americanas e britânicas ancoradas no porto para conter o levante. 

## Reinado

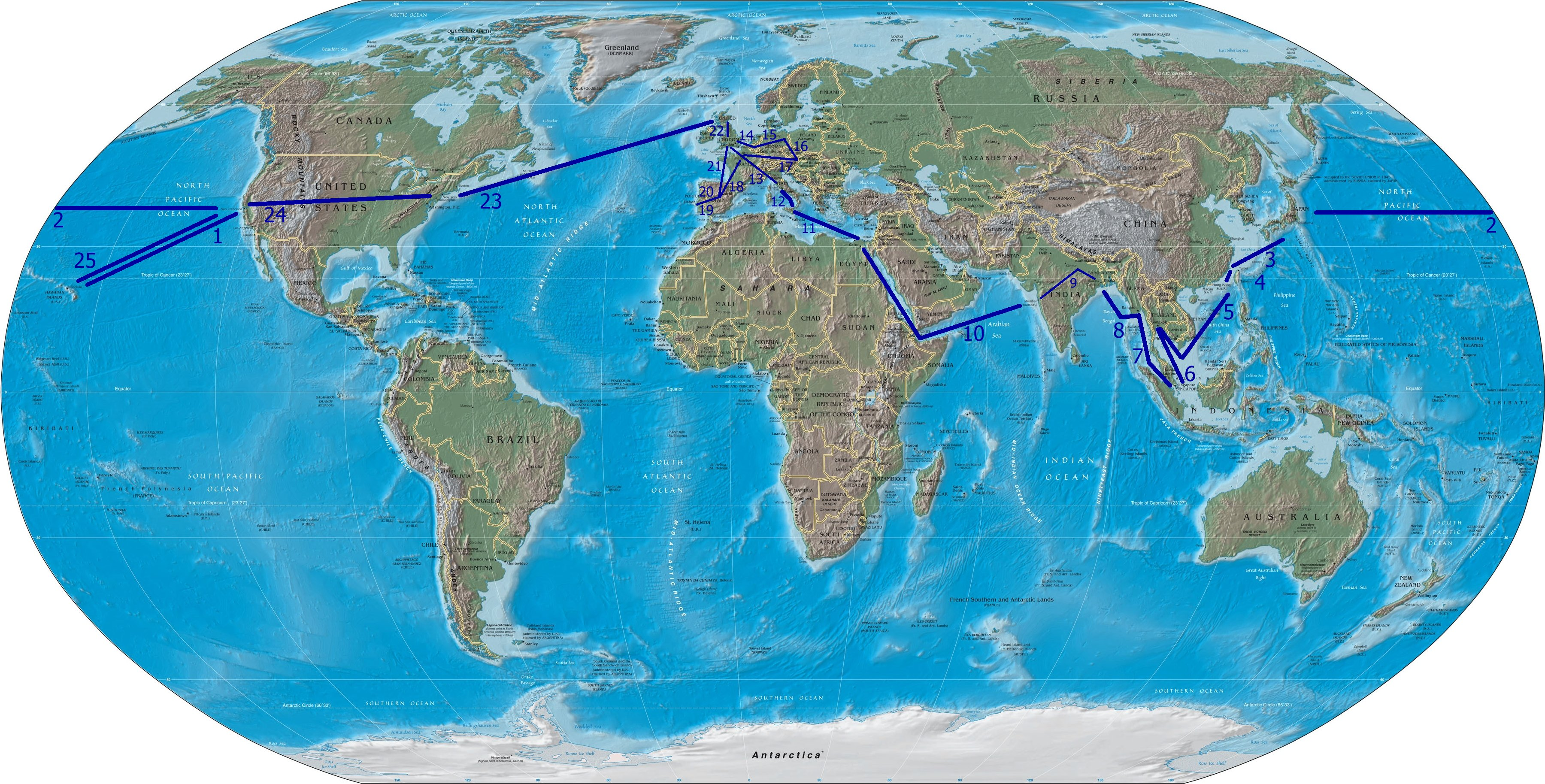
As viagens oficiais do rei do Havaí em 1881.

Lunalilo faleceu em 3 de fevereiro de 1874 e Kalākaua foi escolhido para substituí-lo. Seu nome significa "O dia da batalha". Dois dias após assumir o trono, Kalākaua nomeou seu irmão, Príncipe William Pitt Leleiohoku II, seu herdeiro, encerrando assim a época dos reis eleitos no Havaí. Kalākaua começou seu reinado com uma turnê pelas ilhas havaianas. Isso aumentou sua popularidade.
Em outubro de 1874, Kalākaua enviou representantes aos Estados Unidos para negociar um tratado de reciprocidade para ajudar a acabar com a depressão no Havaí. Em novembro, o próprio Kalākaua viajou para Washington DC para se encontrar com Ulysses S. Grant. Chegou-se a um acordo e foi assinado o subsequente Tratado de Reciprocidade de 1875. O acordo permitiu que certos produtos havaianos, principalmente açúcar e arroz, fossem admitidos com isenção de impostos nos Estados Unidos.
Durante a primeira parte de seu reinado, Kalākaua exerceu plenamente seu direito de nomear e demitir gabinetes. O rei Kalākaua acreditava no direito hereditário dos ali'i de governar. Kalākaua parava e designava novos gabinetes continuamente. Isso lhe rendeu críticas de membros do Partido Missionário, que buscavam reformar o governo havaiano, com base no modelo de monarquia constitucional do Reino Unido em que o monarca tinha muito pouco poder real sobre o governo, mas grande dignidade por ser o chefe de Estado . O partido acreditava que era a assembleia legislativa que deveria ter o controle do conselho de ministros e não o rei. Essa luta continuou durante todo o mandato de Kalākaua.
Em 1881, o rei Kalākaua deixou o Havaí para viajar pelo mundo a fim de estudar a questão da imigração e melhorar as relações externas. Ele também queria estudar como outros líderes governavam. Durante sua ausência, sua irmã e herdeira, a princesa Liliʻuokalani, governou como regente (o príncipe Leleiohoku II, o ex-herdeiro, morreu em 1877). O soberano viajou pela primeira vez para São Francisco, onde foi recebido com honras de estado. Mais tarde, ele partiu para o Japão, onde se encontrou com o imperador Meiji. Foi seguido pela Dinastia Qing da China, Sião, Birmânia, Raj Britânico da Índia, Egito com Mehmet Ali e seus sucessores, Itália, Bélgica, Império Alemão, Império Austro-Húngaro, Terceira República Francesa, Espanha de a Restauração, Portugal, o Reino Unido da Grã-Bretanha e Irlanda, retornando aos Estados Unidos antes de retornar ao Havaí. Durante esta viagem, ele se encontrou com vários chefes de estado no trono, incluindo o Papa Leão XIII, e os Reis Humberto I da Itália e Vitória do Reino Unido. Graças a isso, ele foi o primeiro rei a viajar ao redor do mundo.

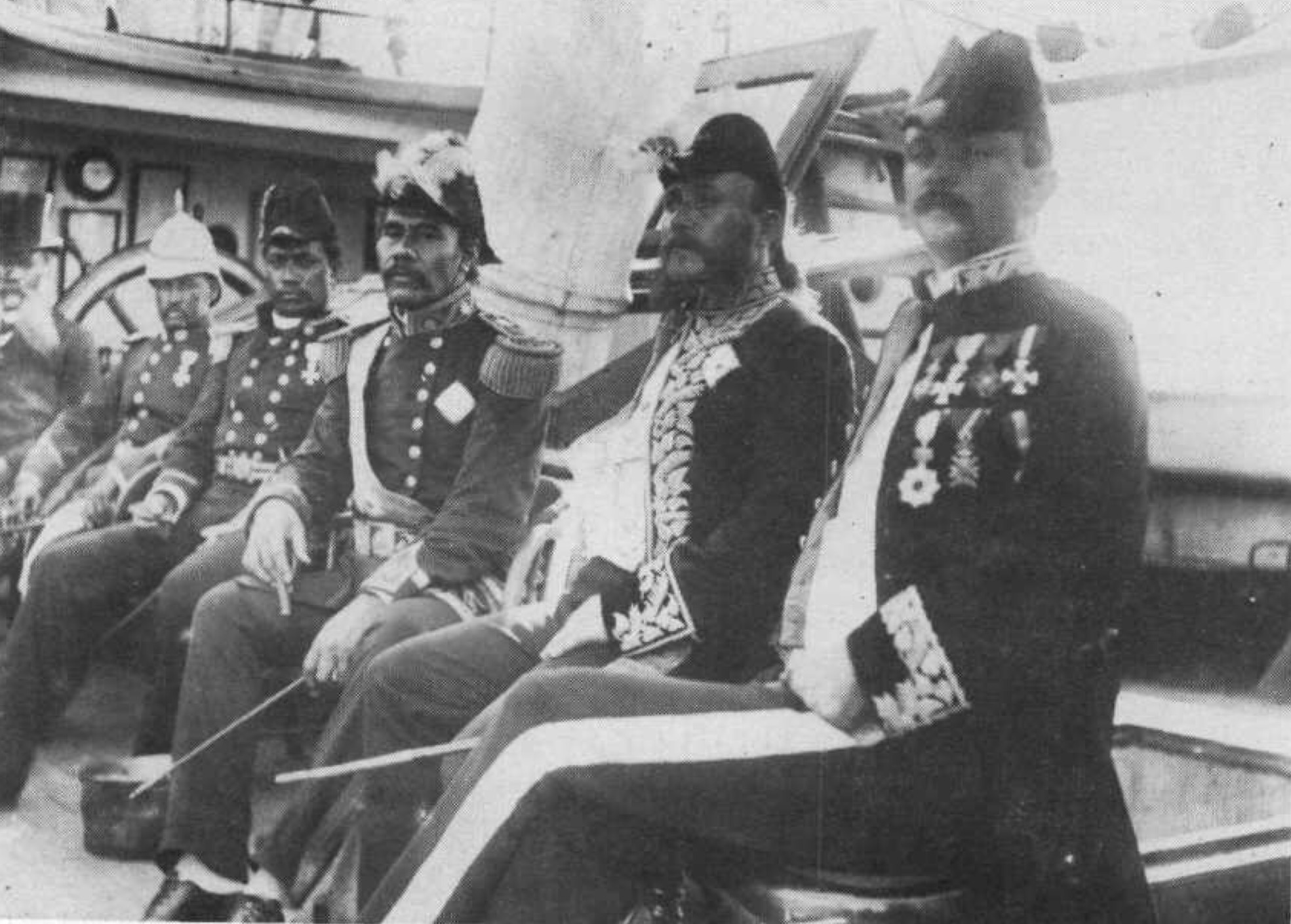
O rei Kalākaua do Havaí e Malietoa Laupepa de Samoa a bordo do navio Kaimiloa, 1887.

Kalākaua também construiu o Palácio 'Iolani, o único palácio real em solo americano hoje. Muitos dos móveis do palácio foram trazidos por Kalākaua de suas viagens pela Europa.
Acredita-se que o rei Kalākaua queria construir um império polinésio. Em 1886, a assembleia legislativa concedeu ao governo US $ 30.000 para a formação de uma confederação polinésia. O rei enviou representantes a Samoa, onde o rei Malietoa Laupepa deu sinal verde para uma confederação entre os dois reinos. No entanto, essa confederação não durou muito, pois no ano seguinte o rei Kalākaua perdeu o poder devido à Constituição da Baioneta, levando ao poder um partido reformista que encerrou a aliança.
Em 1887, o Partido Missionário estava muito frustrado com Kalākaua. Eles o culparam pela dívida crescente do reino, acusando-o de ser um esbanjador. Alguns estrangeiros queriam forçar o rei Kalākaua a abdicar e colocar sua irmã, Liliʻuokalani, no trono, enquanto outros queriam acabar completamente com a monarquia e fazer com que os Estados Unidos anexassem as ilhas. Os partidários da anexação formaram um grupo chamado Liga Havaiana. Em 1887, houve uma reunião de membros armados da liga e o rei, assustado com essa demonstração de força, ofereceu-se para entregar seus poderes aos ministros das Relações Exteriores em representação dos Estados Unidos, do Reino Unido ou de Portugal. Pelo contrário, os membros da liga pediram-lhe que assinasse uma nova constituição.
Esta Magna Carta, conhecida como Constituição da Baioneta de 1887, destituiu o rei de grande parte de seu poder executivo, privando a maioria dos havaianos nativos de seu direito de voto. A assembleia legislativa poderia agora anular o direito de veto que o monarca havia exercido, o qual não poderia mais agir sem a aprovação do conselho de ministros. A Casa dos Nobres tinha que ser eleita, a câmara legislativa escolhida pelo rei. Também incorporou uma cláusula que permite que não havaianos votem. Uma revolução, liderada por Robert Wilcox, que buscava restaurar a autoridade do rei, falhou.

## Morte
Por volta de 1890, a saúde do soberano começou a piorar em seu estado de saúde. Seguindo o conselho de seu médico, ele viajou para São Francisco. Sua saúde continuou a piorar e ele morreu em 20 de janeiro de 1891 como resultado de paralisia renal. Seus restos mortais retornaram a Honolulu a bordo do navio americano USS Charleston. Não tendo descendentes, nem ele nem sua esposa e prima distante, a rainha Kapiʻolani, irmã de Kalākaua, Liliʻuokalani, o sucedeu ao trono havaiano. 